# Catoptria zermattensis
Catoptria zermattensis là một loài bướm đêm trong họ Crambidae.